# Direita cristã
Direita cristã, direita religiosa, ou ainda bloco evangélico referem-se a organizações, movimentos políticos e sociais cristãs alinhados com a direita política, caracterizados pelo seu forte apoio a valores sociais e políticos conservadores para aplicar a sua compreensão dos ensinamentos do cristianismo para a política e políticas públicas. São expressões utilizadas sobretudo nos Estados Unidos.
A a direita cristã abrange indivíduos de uma ampla variedade de crenças teológicas conservadoras, incluindo alguns movimentos tradicionais do pentecostalismo, do fundamentalismo cristão, do mormonismo, do catolicismo romano e alguns ramos teologicamente conservadores do luteranismo.
Nos Estados Unidos, opõe-se, em muitos pontos de seu programa, à esquerda cristã, constituída por movimentos políticos e sociais cristãos da esquerda política, voltados à promoção da justiça social. A direita cristã é uma coalizão informal formada em torno de um núcleo de evangélicos que chama "o apoio dos católicos politicamente conservador, judeus, mórmons, e, ocasionalmente, os secularistas" que compartilham de seus objetivos. O movimento tem suas raízes na política americana que remontam a década de 1940 e foi especialmente influente desde os anos 1970. Sua influência empates, em parte, de ativismo de base, bem como o seu foco em questões sociais e sua capacidade de motivar o eleitorado em torno dessas questões.

## Terminologia
A direita cristã é também "conhecida como a Nova Direita Cristã (NDC) ou a Direita Religiosa", embora alguns considerem a direita religiosa a ser "uma categoria um pouco mais ampla do que a direita cristã".
John C. Green do Pew Research Center afirma que Jerry Falwell usou o rótulo de direita religiosa para descrever a si mesmo. Gary Schneeberger, vice-presidente de mídia e relações públicas para a Focus on the Family, diz que "termos como 'direita religiosa' têm sido tradicionalmente utilizados de forma pejorativa para sugerir extremismo. A frase 'os evangélicos socialmente conservadores' não é muito emocionante, mas é certamente o caminho para fazê-lo."